# Woolsington
Woolsington är en civil parish i Newcastle upon Tyne i Storbritannien. Den ligger i grevskapet Tyne and Wear och riksdelen England, i den centrala delen av landet, 400 km norr om huvudstaden London. Antalet invånare är 7 928. Arean är 17,2 kvadratkilometer.
Terrängen i Woolsington är platt.